# Académie royale des sciences de Prusse
Pour les articles homonymes, voir Académie de Berlin (homonymie).

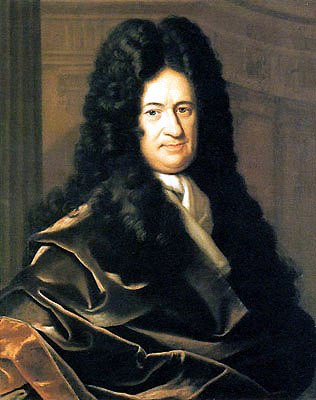
Gottfried Wilhelm Leibniz (1646-1716), premier président de l'Académie de Berlin.

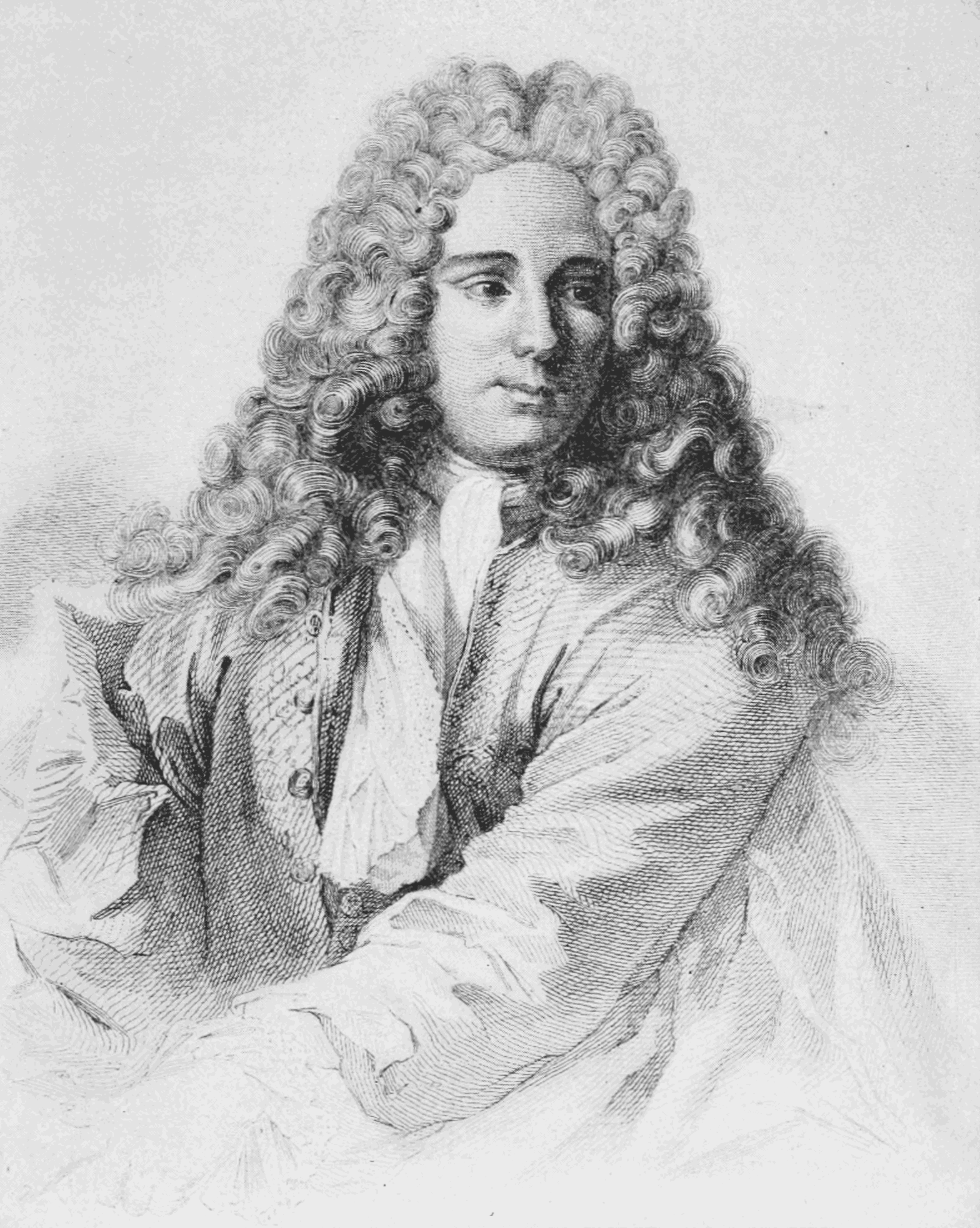
Pierre Louis Moreau de Maupertuis (1698-1759), président de l'Académie de Berlin.

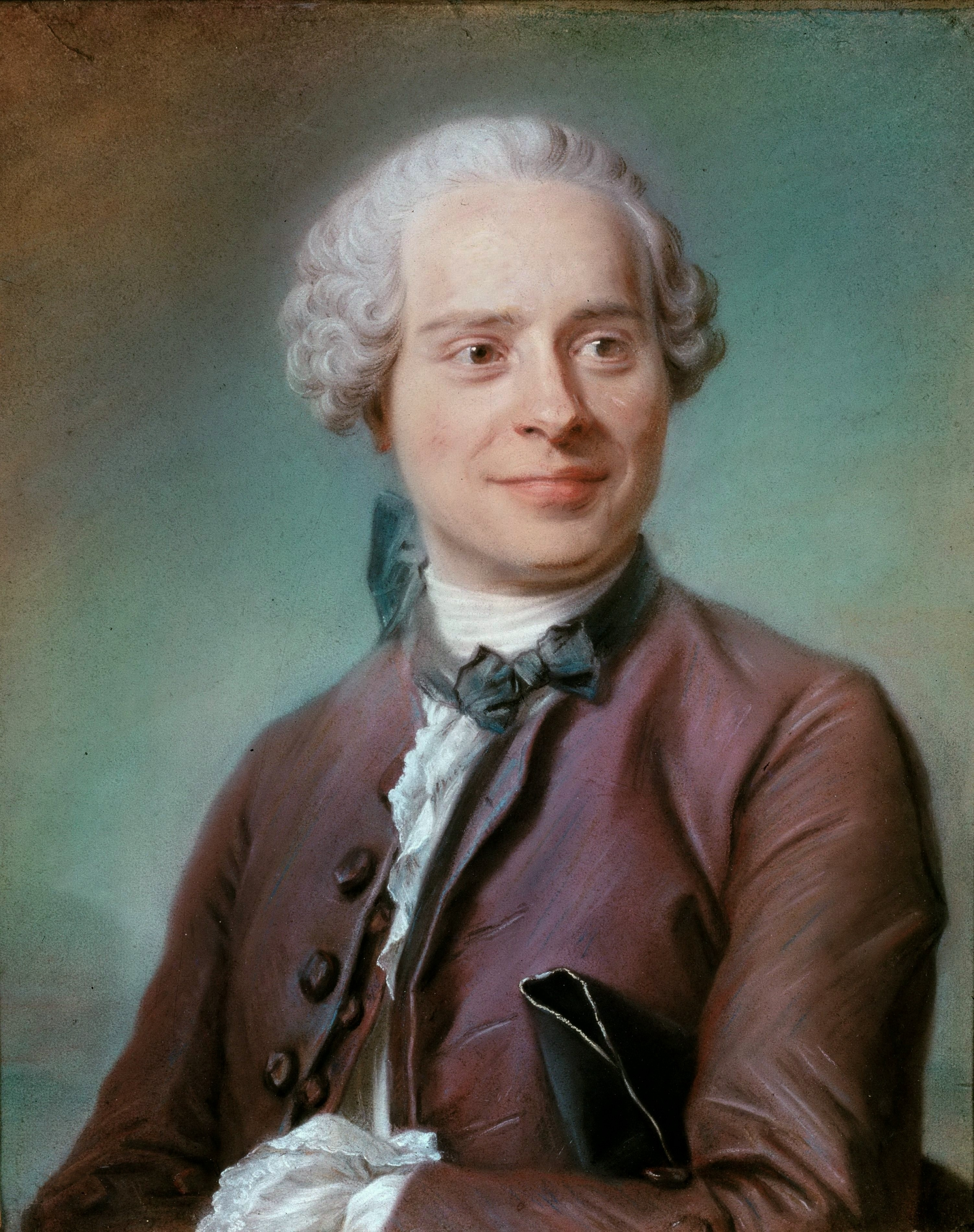
Jean le Rond D'Alembert (1717-1783), membre de l'Académie de Berlin.

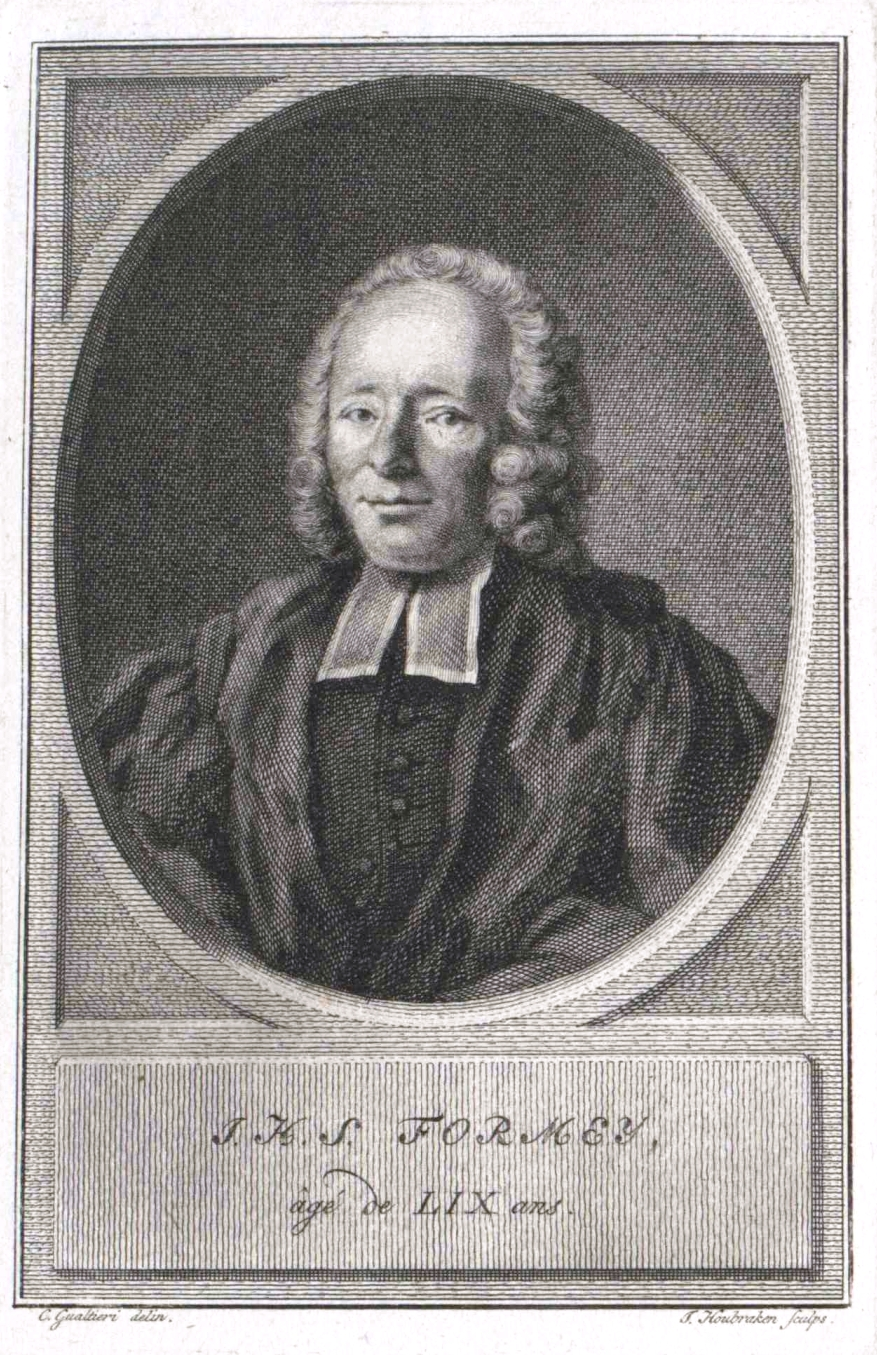
Johann Heinrich Samuel Formey (1711-1797), membre de l'Académie de Berlin.

L’Académie royale des sciences de Prusse (en allemand : Königlich-Preußische Akademie der Wissenschaften), à l’origine Kurfürstlich-Brandenburgische Societät der Wissenschaften (en allemand : Société des sciences de l'Électorat de Brandebourg), a été fondée à Berlin le 18 mars 1700, quatre ans après l'Académie des arts de Berlin (en allemand : Akademie der Künste, Berlin) à laquelle le terme d’« Académie de Berlin » peut également se référer.

## Naissance
Le premier président à vie de l'Académie de Berlin est Leibniz. Ce corps dont les principaux membres furent ou des gens du Refuge ou des Français, sera une Académie « provinciale » en regard de l'Académie des sciences de Paris pour le monde intellectuel très européen du XVIIIe siècle.
Frédéric II de Prusse en fera le centre de l’Aufklärung, version allemande des Lumières françaises. Plusieurs Français en difficultés passagères du fait de leurs écrits ou de leur pensée s'y retrouveront, dont Alphonse Des Vignoles, Voltaire et Maupertuis (qui la présidera) à partir de 1745.
La mort de Sophie-Charlotte de Hanovre et la guerre de Succession d'Espagne retardèrent jusqu’en 1710 le commencement des travaux de l’Académie mais, en 1744, l’Académie fut « renouvelée ». Elle fut divisée en quatre classes : physique ou philosophie expérimentale, mathématiques, philosophie spéculative, belles-lettres ou philologie. Chaque classe se réunissait une fois par semaine ; les académiciens pouvaient prendre part aux travaux de toutes les sections.
En 1746, Maupertuis et Formey furent chargés, l’un de la présidence, l’autre du secrétariat perpétuel de la docte compagnie. Frédéric II accepta le titre et remplit les devoirs d’un « protecteur de l’Académie » ; il prescrivit l’usage de la langue française. substituée au latin, et le règlement, d’accord avec les opinions de la plupart des académiciens, disposa en particulier que la plus parfaite indépendance des doctrines serait tolérée en matière religieuse.
Après la mort de Maupertuis, le roi dirigea l’Académie avec le concours de d’Alembert qui lui soumettait, de Paris, les conseils d’un esprit judicieux et désintéressé.

## Évolution
Au plus fort de l'occupation française (1806-1812), l’Académie connut une réforme profonde, aboutissant aux statuts du 24 janvier 1812 : elle abandonnait ses prérogatives en matière d'enseignement à la toute nouvelle université de Berlin. À partir de 1815, la reprise des travaux scientifiques prit la forme de projets communs (plus d'une cinquantaine), dirigés par différentes commissions, présidées chacune par un académicien titulaire. Ces commissions : Antiquité gréco-romaine, Allemagne, Orient, Prusse, etc. supervisaient les recherches de scientifiques qui se trouvaient, en quelque sorte, employés par des académiciens. Depuis 1945, ces commissions sont devenues des instituts dépendant de l’Académie.
À l'avènement du Troisième Reich, la mise au pas de l’académie se traduisit d'abord par l'expulsion des chercheurs juifs. Par le décret du 8 juin 1939, l'Académie relevait désormais du Führerprinzip, avec la mise à l'écart du président, de vice-président et des deux secrétaires généraux, remplacés par un « directeur » nommé à discrétion par la chancellerie.

## Période contemporaine
Le 1er juillet 1946, l'Académie est rouverte par l'administration militaire soviétique en Allemagne sous le vocable Deutsche Akademie der Wissenschaften zu Berlin. En 1972, elle est renommée en Académie des sciences de la RDA. L'Académie est à la fois une société savante, dont la qualité de membre, obtenue par cooptation, représente une reconnaissance officielle, mais aussi, à la différence de beaucoup d'autres académies des sciences, un organisme de recherche chapeautant toute une communauté d'instituts de recherche extra-universitaires.
Avec l'entrée en vigueur du traité de réunification le 3 octobre 1990, la société savante est séparée de l'organisme de recherche et des autres activités. Les projets de recherche et les fonds de l'Académie passent à l'Académie des sciences de Berlin-Brandebourg fondée en 1992 qui se présente également dans le prolongement de la tradition de l'Académie de Prusse. Les instituts de l'Académie sont dissous le 31 décembre 1991 et en partie refondés dans le giron d'autres organisations telles que la Leibniz-Gemeinschaft, la Helmholtz-Gemeinschaft ou la Société Max-Planck. Une soixantaine de membres de l'ancienne académie de la RDA fondent en 1993 une institution savante appelée la Leibniz-Sozietät (de).

## Membres célèbres
- Gottfried Wilhelm Leibniz, 1700, premier président ;
- Gottfried Kirch, 1700.

### 1701
- Johannes Fabricius ;
- Lorenz Beger ;
- Alphonse Des Vignoles ;
- Christian Maximilian Spener ;
- Johann Bernoulli ;
- Andreas Schlüter ;
- Johann Friedrich Eosander ;
- Bernhard Albinus ;
- Mathurin Veyssière de La Croze ;
- Étienne Chauvin ;
- Philippe Naudé l'Ancien ;
- Friedrich Hoffmann ;
- August Hermann Francke ;
- Joseph Werner ;
- Christoph Cellarius (Keller) ;
- Pierre Dangicourt ;
- Johann Franz Buddeus ;
- Ole Römer.

### 1702 à 1711
- Jakob (I) Bernoulli, 1702 ;
- Johann Fabricius, 1703 ;
- Nicolas Hartsoeker, 1703 ;
- Jean von Collas, 1704 ;
- Michael Bernhard Valentini, 1704 ;
- Theodor Zwinger III, 1706 ;
- Johann Leonhard Frisch, 1706 ;
- Johann Jakob Scheuchzer, 1706 ;
- Caspar Neumann, 1706 ;
- Henri Basnage de Beauval, 1707 ;
- Denis Papin, 1707 ;
- Charles Ancillon, 1707 ;
- Johann Michael Heineccius, 1707 ;
- Jakob Hermann, 1707 ;
- Michelangelo Fardella, 1707 ;
- Bernardino Ramazzini, 1707 ;
- Jean-Alphonse Turretin, 1708 ;
- Karl Nikolaus Lange, 1709 ;
- Louis Bourguet, 1710 (et 1731) ;
- Jacques Basnage, 1711 ;
- Christian Wolff, 1711 ;
- Johann Georg von Eckhart, 1711 ;
- Pierre Varignon, 1711 ;
- Philippe Naudé le Jeune, 1711.

### 1712 à 1750
- Lazzaro Spallanzani ;
- Johann Homann, 1715 ;
- Jacob Paul von Gundling, 1718, président ;
- Christian August Hausen, 1726 ;
- Leonhard Euler, 1741 ;
- René-Antoine Ferchault de Réaumur, 1742 ;
- Johann Heinrich Samuel Formey, 1744 ;
- Jean-Baptiste Boyer d'Argens, 1744 ;
- Pierre Louis Moreau de Maupertuis, 1746, président ;
- Montesquieu, 1746 ;
- Jean-Baptiste Gresset, 1747 ;
- Julien Offray de La Mettrie, 1748 ;
- Bernard Le Bouyer de Fontenelle, 1749 ;
- Pierre-Mathurin de L'Écluse des Loges, 1749 ;
- Guillaume-Thomas Raynal, 1750 ;
- François-Thomas-Marie de Baculard d'Arnaud, 1750-1751.

### Après 1750
- Denis Diderot, 1751 ;
- Jérôme Lalande, 1752 ;
- Jean le Rond d'Alembert, 1759 ;
- Johann Heinrich Lambert, 1763 ;
- Immanuel Kant, 1786 ;
- Voltaire, 1750 ;
- Gotthold Ephraim Lessing, 1769 ;
- Giuseppe Gorani ;
- Karl Philipp Moritz, 1791 ;
- Friedrich Schleiermacher, 1810 ;
- Johann Centurius von Hoffmannsegg, 1815 ;
- Emil du Bois-Reymond, 1851 ;
- Hermann von Helmholtz, correspondant 1857, membre externe 1870, membre ordinaire 1871 ;
- Eduard Zeller, 1872 ;
- Ferdinand Georg Frobenius, 1893 ;
- Max Planck, 1894 ;
- Albert Einstein, 1914 ;
- Kurt Sethe, 1920 ;
- Hermann Grapow, 1938 ;
- Hans Karl August Simon von Euler-Chelpin, 1942.